# Ok (wulkan)
Ok – wulkan tarczowy w zachodniej Islandii, na zachód od lodowca Langjökull, wznoszący się na wysokość 1141 m n.p.m. (niektóre źródła podają wysokość 1190 m n.p.m.). Na jego szczycie znajdował się niewielki lodowiec Okjökull o powierzchni około 15 km² i miąższości ponad 50 m. W ostatnich latach czapa lodowa wyraźnie skurczyła się do mniej niż 1 km² i mniej niż 15 m miąższości, co oznacza, że nie można jej już określić mianem lodowca. 
Wulkan góruje nad rozciągającą się na północny zachód od niego doliną Reykholtsdalur. Potoki wypływające z jego północnych, zachodnich i południowych stoków zasilają lewe dopływy rzeki Hvítá: Reykjadalsá, Flókadalsá i Grímsá. Pomiędzy wulkanem a położonym na wschód niewielkim lodowcem Þórisjökull znajduje się dolina Kaldidalur, przez którą przebiega droga nr 550, jedna z bardziej znanych tras przez islandzki interior. 
Do ostatniej znanej erupcji wulkanu doszło w plejstocenie w okresie interglacjału eemskiego około 130–140 tys. lat temu. Od tego czasu wulkan został częściowo zerodowany.